# لوس راتونيس
جزيرة لوس راتونيس (بالإسبانية: Isla de los Ratones) جزيرة إسبانية تقع في بحر كانتابريا، هي تابعة لمنطقة كانتابريا شمال إسبانيا.
تبلغ مساحة جزيرة لوس راتونيس 0,002 كم².